# 下市町立下市小学校
下市町立下市小学校（しもいちちょうりつ しもいちしょうがっこう）は、奈良県吉野郡下市町大字下市にある公立小学校。

## 沿革
- 1900年（明治33年）7月 - 下市実業補習学校を校内に附設。
- 1970年（昭和45年） - 下市町立才谷小学校を統合。
- 1999年（平成11年） - 下市町立広橋小学校を統合。
- 2010年（平成22年） - 下市町立下市南小学校を統合。
- 2011年（平成23年） - 下市町立阿知賀小学校を統合。

## 通学区域
卒業生は基本的に下市町立下市中学校へ進学する。

## 周辺
- 下市中央公園
- 下市町立図書館
- 下市郵便局
- 国道309号
- 秋野川

## アクセス
- 近鉄吉野線 下市口駅から南へ1.7km
- 奈良交通 田中口バス停にて下車